# 잡아야 산다
"잡아야 산다"는 2016년에 개봉한 대한민국의 영화이다.

## 캐스팅
- 김승우 : 김승주 역
- 김정태 : 도정택 역
- 한상혁 : 한원태 역
- 신강우 : 신재권 역
- 김민규 : 김태영 역
- 문용석 : 문성민 역
- 최호중 : 강 실장 역
- 서범식 : 안 기사 역
- 이해준 : 석중 역
- 조창근 : 중돈 역
- 김준섭 : 범철 역
- 양명헌 : 최 형사 역
- 이도연 : 김예지 역
- 윤다영 : 여비서 역
- 윤진영 : 예비군사내 1 역
- 오만석 : 340 버스 기사 역 (특별출연)
- 이한위 : 형사반사 역 (특별출연)
- 김민경 : 카페 빵녀 역 (특별출연)
- 안길강 : 왕 회장 역 (특별출연)
- 전여진 : 지하철 아기 엄마 역 (특별출연)
- 김지후 : 지하철 아기 역 (특별출연)
- 강남길 : 경찰청장 역 (특별출연)
- 이재민: 어린정택 역